# Vilhelm Buhl
Pour les articles homonymes, voir Buhl.
Vilhelm Buhl (16 octobre 1881 - 18 décembre 1954) est le chef du gouvernement danois du 4 mai au 9 novembre 1942 et du 5 mai au 7 novembre 1945. Il est membre du Parti social-démocrate. Avant la guerre, Buhl est déjà ministre des finances dans le gouvernement de Thorvald Stauning entre le 20 juillet 1937 et le 4 mai 1942.

## Biographie
Vilhelm Buhl est membre des sociaux-démocrates et occupe le poste de ministre des Finances dans les cabinets de Thorvald Stauning du 20 juillet 1937 au 4 mai 1942.
Pendant l'occupation du Danemark par l'Allemagne nazie, Thorvald Stauning crée un gouvernement d'unité. Lorsque Thorvald Stauning meurt en mai 1942, Vilhelm Buhl lui succède. Ce gouvernement ne dure que six mois, à cause d'un incident diplomatique, la crise des télégrammes, au cours de laquelle le roi Christian X envoie une réponse courte et formelle à un télégramme d'anniversaire d'Adolf Hitler. Hitler est indigné par cette insulte, et en conséquence Vilhelm Buhl est remplacé par Erik Scavenius. Werner Best est envoyé au Danemark en tant que nouveau commandant nazi.
Après la libération du Danemark le 5 mai 1945, les hommes politiques et les résistants forment un gouvernement d'unité (Cabinet Vilhelm Buhl II). De nombreux Danois sont mécontents des dirigeants en raison de leur politique de coopération avec les Allemands qui ont dominé au début de la guerre, d'où l'inclusion des résistants dans le gouvernement. Parmi les membres importants du cabinet figurent Aksel Larsen, Hans Hedtoft, H. C. Hansen, Knud Kristensen et John Christmas Møller. En matière de politique sociale, le gouvernement préside à l'adoption de la loi sur l'obligation de logement d'août 1945, introduit l'attribution obligatoire des logements vacants afin de garantir que les appartements vacants soient loués en premier lieu aux personnes à faibles revenus, tout en établissant également un contrôle strict des loyers. Le gouvernement organise également les procès des personnes qui ont coopéré avec les Allemands, à la suite desquels 45 personnes sont exécutées. Après les élections d'octobre 1945, Knud Kristensen devient le nouveau premier ministre. 
Vilhelm Buhl est enterré au cimetière Vestre à Copenhague. 